# Chortoicetes sumbaensis
Chortoicetes sumbaensis är en insektsart som först beskrevs av Willemse, C. 1953.  Chortoicetes sumbaensis ingår i släktet Chortoicetes och familjen gräshoppor. Inga underarter finns listade i Catalogue of Life.